# Nås
Nås – miasto w Szwecji, w regionie Dalarna, w gminie Vansbro.